# Neonitis nigritiae
Neonitis nigritiae är en skalbaggsart som beskrevs av Gillet 1918. Neonitis nigritiae ingår i släktet Neonitis och familjen bladhorningar. Inga underarter finns listade i Catalogue of Life.